# Daniel Martín Fernández
Daniel "Dani" Martín Fernández (Gijón, 8 de juliol de 1998) és un futbolista professional asturià que juga com a porter pel CE Eldenc.

## Carrera de club
Martín va jugar amb l'Sporting de Gijón en categories juvenils. Promogut a l'Sporting de Gijón B al començament de la temporada 2016–17, va debutar com a sènior el 21 d'agost de 2016 com a titular, en una victòria a casa per 7–0 contra la UC Ceares, a la Tercera Divisió.
Martín va debutar amb el primer equip el 19 de setembre de 2017, jugant com a titular, i fent diverses parades clau, inclòs un penal, en un empat 1–1 a casa contra el CD Numancia, a la Copa del Rei (al final, derrota 1–3 a la tanda de penals). Més tard aquell més, va ampliar contracte fins al 2021 i fou definitivament promocionat al primer equip per la següent temporada.
Martín va debutar en lliga contra el RCD Mallorca, substituint el lesionat Diego Mariño en un partit en què l'Sporting fou derrotat per 1–2 al temps de descompte. Va jugar quatre partits en la temporada, i va fer bàsicament de suplent de Mariño.
El 18 de juliol de 2019, Martín va fitxar pel Reial Betis de primera divisió, amb contracte per cinc anys. Des d'aquell moment Martín fou el suplent en lliga, però titular en copa.
El 19 d'agost, va debutar a La Liga amb el Betis, després que Joel Robles fos expulsat amb targeta vermella als 8 minuts, en una derrotat per 1–2 a casa contra el Reial Valladolid.